# 戸田川

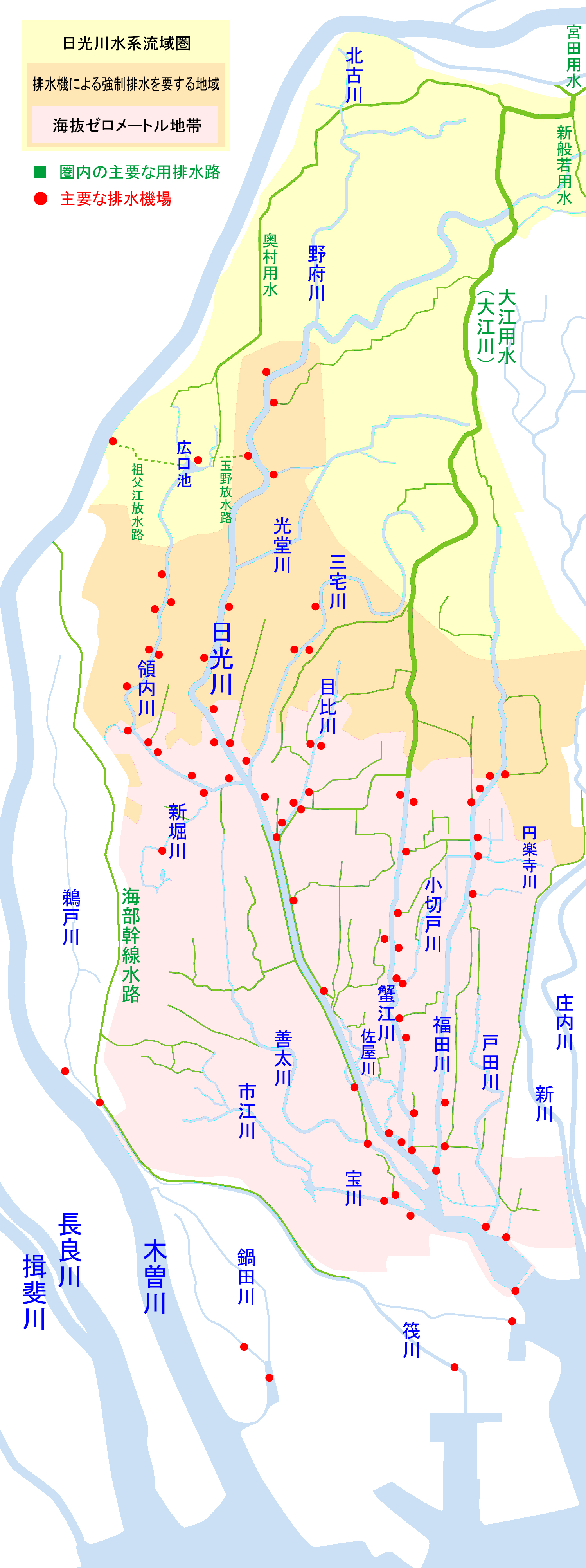
日光川水系の概略図

戸田川（とだがわ）は、愛知県名古屋市西部を流れる河川。

## 概要
二級水系日光川の支流である。
上流部の約2kmは準用河川となっている。かつての地下水汲み上げを原因とする地盤沈下によって、日光川の下流域では支流の自然流下が困難な状態にあり、戸田川も合流部に置かれた戸田川排水機場でポンプによる放流を行っている。

## 流域の自治体
- 名古屋市
  - 中川区
  - 港区

## 橋梁
- 春幡橋
- 戸春橋
- 戸米田橋
- 供米田橋
- 富永橋
- 石橋
- 新東福橋
- 東福橋
- 北茶屋橋
- 両茶橋
- 南陽大橋
- 新小川橋
- 小川橋